# Sweetness
Sweetness — сингл американской альтернативной рок-группы Jimmy Eat World, был выпущен в июне 2002 года в качестве третьего сингла с их альбом Bleed American (2001). Песня была также показана саундтреком к видеоигре NHL 2003. Первоначально она была написана для альбома Clarity. Группа часто играла эту песню на Clarity x 10 Турне. И только в переиздании Clarity, демоверсия записи была включена в альбом.

## Критика
Как и все остальные песни Bleed American, Sweetness был хорошо воспринят критиками. Punknews.org заявил: «Sweetness настолько броский, что невозможно объяснить это».

## Видеоклип
В видеоклипе Sweetness группа выступает в различных местах, в том числе: в своей спальни, в баре и на концерте.

## Список композиций
| №  | Название                    | Длительность |
| -- | --------------------------- | ------------ |
| 1. | «Sweetness»                 | 3:40         |
| 2. | «Blister» (Live)            | 5:52         |
| 3. | «Your New Aesthetic» (Live) | 2:46         |

| №  | Название                   | Длительность |
| -- | -------------------------- | ------------ |
| 1. | «Sweetness»                | 3:40         |
| 2. | «A Praise Chorus» (Live)   | 4:05         |
| 3. | «Lucky Denver Mint» (Live) | 3:11         |
| 4. | «Sweetness» (Video)        | 3:40         |

| №  | Название                          | Длительность |
| -- | --------------------------------- | ------------ |
| 1. | «Sweetness»                       | 3:41         |
| 2. | «If You Don't, Don't» (Live)      | 4:29         |
| 3. | «Lucky Denver Mint» (Live)        | 3:12         |
| 4. | «Sweetness» (.mov video)          | 3:59         |
| 5. | «Goodbye Sky Harbor» (.mov video) | 3:29         |

## Чарты
| Чарты (2002)                                 | Место в чарте |
| -------------------------------------------- | ------------- |
| United Kingdom (The Official Charts Company) | 38            |
| U.S. Billboard Hot 100                       | 75            |
| U.S. Billboard Modern Rock Tracks            | 2             |